# Malenovice
Malenovice (deutsch Malenowitz, auch Mallinow) ist eine Gemeinde in Tschechien. Sie liegt drei Kilometer östlich von Frýdlant nad Ostravicí und gehört zum Okres Frýdek-Místek.

## Geographie

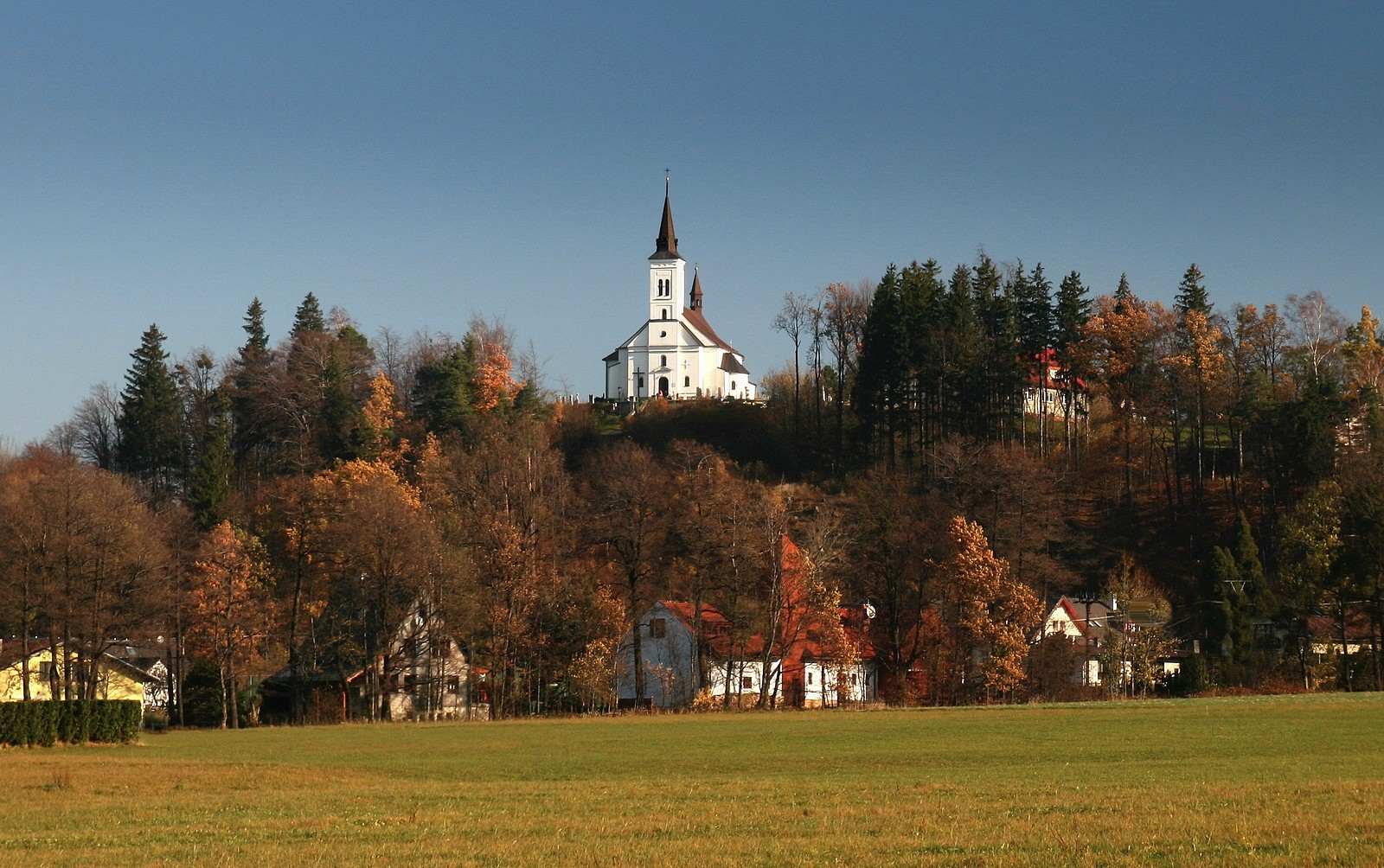
Malenovice

Malenovice befindet sich rechtsseitig der Ostravice im Tal des Baches Sibudov am Fuße der Mährisch-Schlesischen Beskiden. Die Gemeinde liegt größtenteils auf dem Gebiet des Landschaftsschutzgebietes Beskiden. Östlich erheben sich der Tanečnice (820 m), Kyčera (906 m) und die Kykulka (995 m). Im Südosten befindet sich unterhalb der Lysá hora das Tal der Satina mit Wasserfällen.
Nachbarorte sind Bystré im Norden, Husinec im Nordosten, Krásná im Osten, Ostravice und Nová Dědina im Süden, Nová Ves im Südwesten, Borová und Paseky im Westen sowie Frýdlant nad Ostravicí und Lubno im Nordwesten.

## Geschichte
Das zur Herrschaft Friedeck gehörende Dorf Malinov wurde 1610 durch Johann von Würben und Freudenthal östlich neben dem Ort Neudorf angelegt. Seinen Namen erhielt es von dem großen Vorkommen von Himbeersträuchern. Eusebius Graf von Oppersdorff auf Friedeck ließ 1640 auf der Kuppe Borová eine Kirche erbauen. Haupterwerb bildete die Landwirtschaft, jedoch waren die steinigen Böden wenig ertragreich.
1799 wurde der Bergbau auf Eisenerz aufgenommen, der 1895 wegen Unrentabilät auf Grund des geringen Eisengehaltes von 25 % eingestellt worden ist.
Nach der Aufhebung der Patrimonialherrschaften bildete Malenowitz ab 1850 eine Gemeinde im Bezirk Teschen, ab 1908 gehörte sie zum Bezirk Friedeck/Frýdek. Im 20. Jahrhundert verlor das Dorf durch die einsetzende Landflucht einen großen Teil seiner Bewohner. 1950 wurde die Gemeinde in den Okres Frenštát pod Radhoštěm umgegliedert, und nach dessen Auflösung gehört sie seit 1961 zum Okres Frýdek-Místek. 1980 verlor Malenovice seine Selbständigkeit und wurde unter der Bezeichnung Frýdlant nad Ostravicí 7-Malenovice  zum Ortsteil von Frýdlant nad Ostravicí. Seit 1990 besteht die Gemeinde Malenovice wieder.

## Gemeindegliederung
Für die Gemeinde Malenovice sind keine Ortsteile ausgewiesen. Zu Malenovice gehören die Ansiedlungen Borová, Hradová, Hutě, Na Satině, Paseky, Pod Ostrou und Staškov.

## Sehenswürdigkeiten

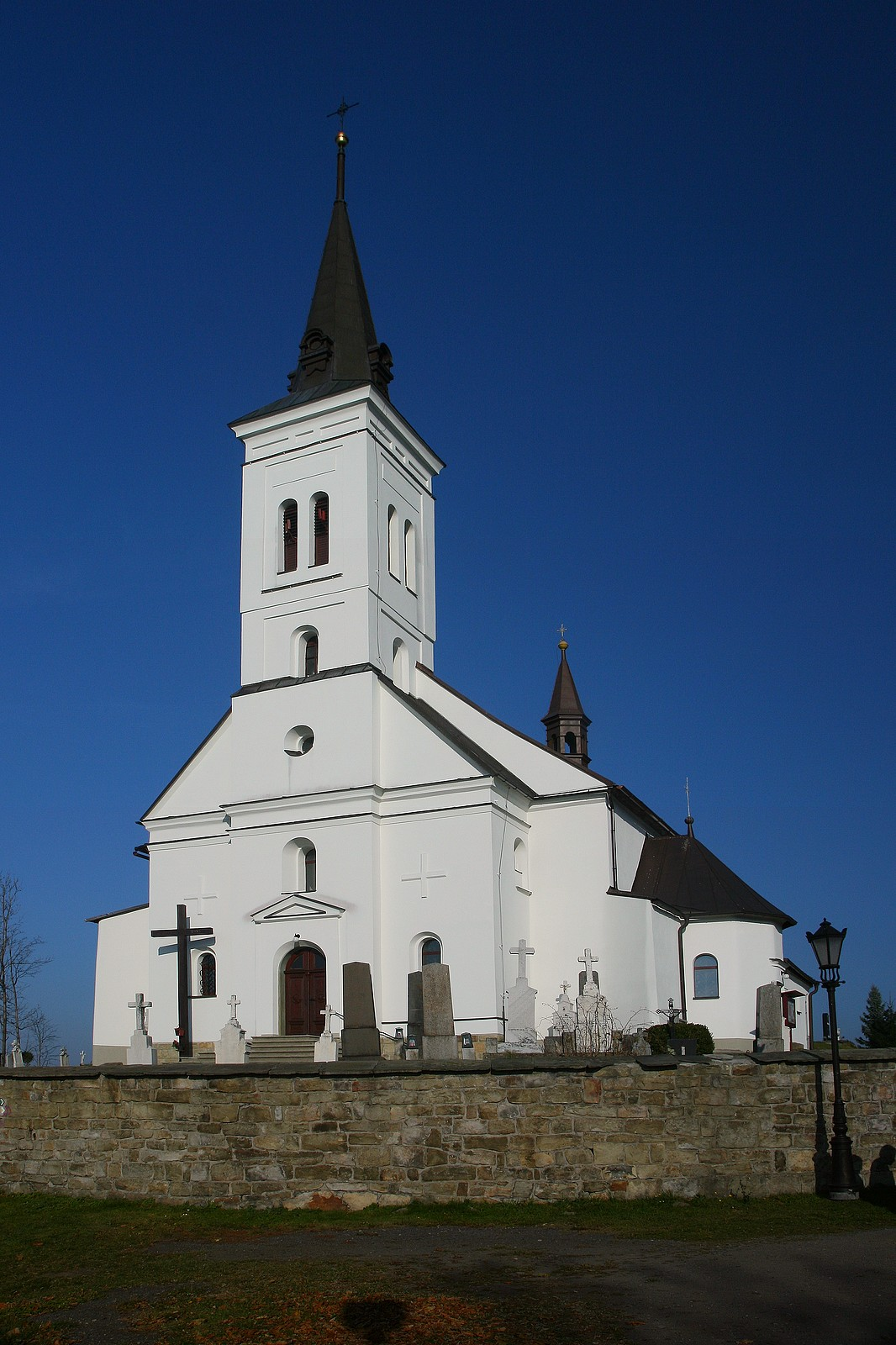
Kirche des hl. Ignatius von Loyola

- Kirche des hl. Ignatius von Loyola auf dem Borová, errichtet 1640. Die Kirche war bis 1780 Filialkirche von Dobrau und wurde 1784 zur Pfarrkirche erhoben. Der Pfarrbezirk umfasste die Beskidensiedlungen bis an die ungarische Grenze.
- Wasserfälle der Satina
- Chaluppen in Hradová und Staškov
- Steinerner Grabhügel Ivančena, auf dem Kamm zwischen den Bergen Kykulka und Malchor, angelegt 1946 durch eine Pfadfinderabteilung aus Moravská Ostrava zum Gedenken an 18 Kameraden, die während des Zweiten Weltkrieges ermordet wurden. Der 12 m lange Grabhügel wurde 1966 umgesetzt und später durch Bischof František Václav Lobkowicz geweiht.
- Sandsteinblock Ondrášova skála
- die Spalthöhlen Ondrášovy díry, das 250 m lange System von Gängen von Domen erreicht eine Tiefe von 30 m und gehört zu den größten seiner Art in den Beskiden